# MaskPark
MaskPark是一个通过Telegram等即時通訊平台运营的散播色情视频和偷拍照片的群組，该群組還管理20余个子群组，其成员规模超过10万人。事件於2025年7月被曝光後，被網民稱為中國版的N号房事件。
该群組传播未经同意偷拍的私密影像，内容包括在不同公共场所（如地铁、商场、教室）以及私密空间（家中、试衣间、卫生间）等偷拍陌生女性、散布女友或前女友隐私照片，甚至有成员分享性侵影像。該群組还存在偷拍器材（如针孔摄像头等）买卖与安装教学。
事件在2025年7月18日和2025年7月23日登上新浪微博热搜，上热搜后该群組备份了聊天記錄，最大群组被关闭，但卖针孔摄像头和很多小偷拍群仍然存在。同时，受害群体试图唤起更广泛关注，尤其是提醒女性提高防范意识（检查潜在的针孔摄像头等）。

## 相关报道
根据南方都市报引述，受害者之一指出，频道内的偷拍场景遍布商场、厕所、酒店，甚至包括一些医院、学校和私人住所。偷拍设备通常被伪装成香薰、插座等日常用品，“并形成从偷拍、传播、交易至牟利的完整黑色产业链。”该受害者被人私信“你知道你的视频外流了吗？”并附上maskpark的访问链接，由此发现自己被其前男友偷拍，并将她的生活照、私密照以及亲密影片上传到该论坛中。根据她的观察，频道内不止她一个受害者，并且她表示大部分活跃者为男性，来自中国各个省份，年龄分布广泛。